# Cinémathèque française
Cinémathèque française (česky Francouzská filmotéka) je muzeum věnované kinematografii, které sídlí v Paříži v parku Bercy ve 12. obvodu v bývalém American Center. Jedná se o soukromou společnost z velké části financovanou státem. Její náplní je uchovávání, restaurování a rozšiřování filmového kulturního dědictví. S více než 40 000 filmy a dalšími tisíci dokumenty a předměty souvisejících s kinematografií se řadí k největším institucím svého druhu na světě.

## Historie
V roce 1935 Henri Langlois a Georges Franju, kteří po léta shromažďovali kopie filmů, založili filmový klub s názvem „Filmový kroužek“ (Cercle du cinéma), aby podpořili a veřejnosti zpřístupnili starší filmy. Následujícího roku 2. září 1936 s morální a finanční podporou Paula Augusta Harlého vznikla Cinémathèque française, aby pod vedením Henriho Langloise uchovávala a restaurovala filmy a promítala je při vzdělávání nových generací. Kromě filmů instituce začala sbírat všechno, co s výrobou filmů souvisí: kamery, plakáty, publikace, kostýmy a dokonce i dekorace.
26. října 1948 byl otevřen promítací sál s kapacitou 60 míst jako první muzeum filmu ve třech podlažích domu č. 7 na Avenue de Messina v 8. obvodu. V tomto sále se setkávali významní umělci jako François Truffaut, Jean-Luc Godard, Jacques Rivette, Éric Rohmer nebo Suzanne Schiffman. 1. prosince 1955 Cinémathèque přesídlila do nového sálu (260 míst) na Rue d'Ulm č. 29 v 5. obvodu. 5. června 1963 muzeum získalo sál v Palais de Chaillot díky důvěře ministra kultury Andrého Malrauxe. V únoru 1968 André Malraux pod tlakem ministerstva financí žádal změny ve vedení muzea a odvolal Henriho Langloise. Vznikl výbor na obranu, jehož členy byli filmaři Abel Gance, François Truffaut, Alain Resnais, Georges Franju, Jean-Luc Godard, Chris Marker, Jacques Rivette, Alexandre Astruc, Claude Chabrol, Pierre Kast, Claude Berri, Jacques Doniol-Valcroze, Jean Eustache, André Cayatte, Éric Rohmer, Jean Rouch, Joris Ivens, Robert Bresson a herci Jean-Pierre Léaud, Claude Jade, Françoise Rosay a Jean Marais, který svolával demonstrace, takže Henri Langlois byl znovu postaven do čela 22. dubna. Tyto demonstrace probíhaly během studentských nepokojů. Dne 2. dubna 1974 Henri Langlois obdržel za svou činnost čestného Oscara a posléze i Césara.
V roce 1980 byl slavnostně otevřen promítací sál v Centre Georges Pompidou. V roce 1984 ministr kultury Jack Lang zahájil projekt, ve kterém pokračovali i jeho nástupci až do roku 1996, když zřídil velký promítací sál v nedalekém Palais de Tokyo. Zde proběhly velké retrospektivy filmařů jako Ingmar Bergman, Ernst Lubitsch, Fritz Lang nebo Robert Bresson. Kromě toho zde běžely i tematické programy (např. westerny...).
Cinémathèque byla dočasně přesunuta do Palais de Tokyo, když 24. července 1997 vypukl oheň na střeše Palais de Chaillot. Sbírky muzea evakuované během jediné noci zůstaly neporušeny, ale instituce musela opustit palác Chaillot. Promítací místnost byla uzavřena více než rok. 7. listopadu téhož roku byl otevřen nový promítací sál na Grands Boulevards.
Dne 30. června 1998 bylo rozhodnuto opustit plánovaný projekt přestavby Palais de Tokyo a ministryně kultury Catherine Trautmannová oznámila přesun Cinémathèque do bývalého Amerického kulturního centra v ulici Rue de Bercy ve 12. obvodu.
Dne 29. října 2002 ministr kultury Jean-Jacques Aillagon oznámil, že k Cinémathèque française se připojí Bibliothèque du Film, která se rovněž přesune do nového sídla. Ke sloučení došlo od 1. ledna 2007.
Dne 28. února 2005 byly sály v Palais de Chaillot a na Grands Boulevards zavřeny a Cinémathèque se přestěhovala do nového sídla. Pro veřejnost byla otevřena 28. září téhož roku.